# Сопроводительное письмо
Сопроводительное письмо (англ. cover letter) — это поясняющее, дополняющее, служебное письмо к прилагающимся документам при поступлении на работу или письмо, прилагающееся к пакету документов, направляемых кому-либо (контрагентам, деловым партнёрам, в университет и т. п.).

## Тип сопроводительного письма
Существует несколько типов сопроводительных писем:
- Письмо-запрос. В данном письме соискатель запрашивает список вакансий у работодателя, которые могут ему подойти согласно резюме.
- Письмо-подтверждение. В данном письме соискатель доводит до сведения работодателя то, что он согласен на работу по данной должности.
- Письмо-отказ. В данном письме соискатель уведомляет работодателя о том, что он отказывается от предложенной должности.
- Письмо-приложение.  Является дополнительным документом к высылаемому резюме и составляется индивидуально для конкретной вакансии. Пишется с целью привлечь внимание работодателя.
- Письмо-благодарность. Данное письмо отправляется соискателем после собеседования, чтобы показать работодателю свою заинтересованность в предложенной позиции.
- Письмо-опись. В данном письме источник сообщает адресату о направлении прилагающихся документов. Также может поясняться цель направления документов. Например: «Для рассмотрения вопроса о вступлении нашей организации в вашу ассоциацию направляем следующие документы: …».

## Структура сопроводительного письма
Сопроводительное письмо можно разбить на следующие блоки:
- Обращение. Письмо желательно адресовать конкретному человеку. Например: «Уважаемый Иван Иванович».
- Источник. Информация о том, откуда вы узнали о данной вакансии.
- Цель письма. Побудить потенциального работодателя обратить внимание на кандидата.
- Навыки. Перечисление основных навыков, которые требуются для новой должности.
- Контакт. Указывается контактная информация.
- Подпись.